# Immer nie am Meer
Pour plus de détails, voir Fiche technique et Distribution.
Immer nie am Meer (en français Plus jamais à la mer) est un film  autrichien réalisé par Antonin Svoboda sorti en 2007.

## Synopsis
Baisch, un professeur d'histoire, rentre chez lui avec son beau-frère Anzengruber, très ivre, après la cérémonie d'ouverture de la nouvelle librairie et bar à vins tenue par sa femme, avec laquelle il est séparé. Sur la route de campagne, ils récupèrent l'humoriste Schwanenmeister, qui a eu un accident de voiture après avoir rencontré un promeneur. Dans la forêt la nuit, leur voiture quitte la route après avoir également rencontré le même promeneur et avoir dû l'éviter. Elle s'arrête entre deux arbres. Le véhicule est une voiture de société désaffectée ayant appartenu à l'ancien président fédéral autrichien Kurt Waldheim et est équipée de vitres pare-balles. Comme le lève-vitre et le toit ouvrant sont défectueux et que les vitres ne peuvent pas être cassées, les trois hommes sont coincés dans la voiture et doivent attendre de l'aide de l'extérieur. Le klaxon ne fonctionne pas, leurs téléphones portables non plus. La seule nourriture pour eux trois consiste en un cubis de vin mousseux, un bol de salade de hareng et un paquet de biscuits.
Le désespoir grandissant, alterné avec des éclats de gaieté, donne lieu à des dialogues tantôt absurdes, tantôt profonds entre ceux qui sont enfermés dans le véhicule.
Lorsque le garçon Toni découvre la voiture, les trois occupants reprennent espoir. Mais Toni est curieux et s'intéresse davantage à l'étude empirique des conséquences de cet emprisonnement. Ayant appris de l'observation de rats de laboratoire, il expose continuellement ses sujets à de nouveaux stimuli de stress.
Baisch parvient à attraper le garçon à l'aide d'un nœud coulant. Il espère que le garçon sera porté disparu et recherché, ce qui sauverait également les trois personnes piégées. Cependant, Toni parvient à s'échapper. Il doit alors quitter la colonie de vacances où il se trouvait et ne prévient personne de l'accident. À la fin du film, in voit comment un rat blanc (le rat de laboratoire échappé des expériences de Toni) touche un câble de connexion lâche dans une gaine de ventilation du véhicule, après quoi le toit ouvrant s'ouvre. Avant que les hommes assis de façon léthargique dans la voiture puissent s’en rendre compte et réagir, le toit se referme.

## Fiche technique
- Titre original allemand : Immer nie am Meer
- Réalisation : Antonin Svoboda assisté d'Alexander Rieder
- Scénario : Christoph Grissemann (de), Dirk Stermann, Heinz Strunk, Jörg Kalt, Antonin Svoboda
- Direction artistique : Katharina Wöppermann
- Costumes : Katharina Wöppermann
- Photographie : Martin Gschlacht
- Son : Dietmar Zuson (de)
- Montage : Oliver Neumann (de)
- Production : Barbara Albert, Martin Gschlacht, Jessica Hausner, Antonin Svoboda
- Société de production : Coop99
- Société de distribution : Filmladen
- Pays d'origine :  Autriche
- Langue : allemand
- Format : Couleurs - 1,85:1 - Dolby - 35 mm
- Genre : Comédie
- Durée : 88 minutes
- Dates de sortie :
  - Autriche : 9 mars 2007.
  - Allemagne : 4 octobre 2007.

## Distribution
- Christoph Grissemann : Manfred Anzengruber
- Dirk Stermann : Raphaël Baisch
- Heinz Strunk : Bernie Schwanenmeister
- Philip Bialkowski : Toni
- Eva Maria Neubauer : la marcheuse
- Markus Hering (de) : le directeur de foyer
- Gabriele Heckel : Mme Baisch
- Silke Jandl, Bernhard Majcen : les invités des vendanges
- Marion Dimali (de) : le pharmacien
- Christopher Schärf (de) : le barman
- Alexander Rieder : un homme au bar
- Markus Schleinzer : Mathias

## Production
Antonin Svoboda et Stermann et Grissemann avaient déjà travaillé ensemble au début de leurs carrières pour le deuxième court-métrage du réalisateur en 1996. Ils voulaient de nouveau travailler ensemble. L'écriture du scénario peut commencer en 2004. Antonin Svoboda invite Heinz Strunk pour d'autres idées tandis Jörg Kalt transforme en un scénario technique. Le film est réalisé pendant cinq semaines en mai et juin 2006 à Vienne et en Basse-Autriche.